# ロシグリタゾン
ロシグリタゾン（Rosiglitazone）はチアゾリジン系（TZD）抗糖尿病薬である。脂肪細胞のPPAR受容体に結合してインスリン抵抗性を改善する。商品名アバンディア、グラクソ・スミスクラインが販売する。単剤の製剤のほか、メトホルミンとの合剤やグリメピリドとの合剤がある。副作用情報により、ロシグリタゾンの使用量は劇的に減少した。日本では承認されていない。

## 作用機序
ロシグリタゾンはPPARに結合することにより、グルコース、脂肪酸、インスリンの血中濃度を低下させる。PPARは核内に存在する転写因子であり、TZDなどにより活性化される。TZDは細胞に侵入し、核内受容体と結合し、遺伝子の発現を変化させる。PPARにはPPARα、PPARβ/δ、PPARγの3種のサブタイプがあるが、TZDが結合するのはその内のPPARγである。

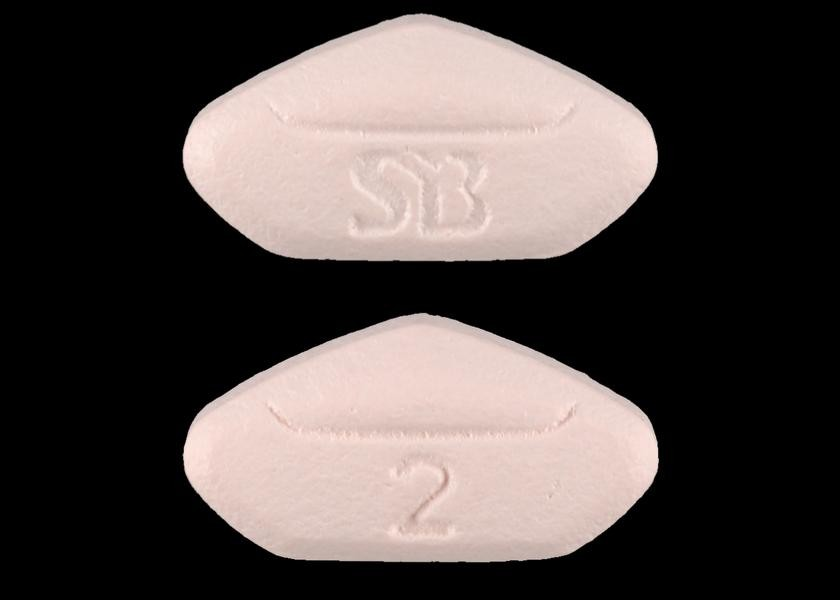
Avandia 2-mg oral tablet

PPARは脂肪細胞、肝、筋、心、内壁（内皮性）、血管平滑筋で発現する。PPARγは特に脂肪組織に多く、脂肪細胞の分化、脂肪酸の取り込みと貯蔵、グルコース取り込みに作用する。膵β細胞、血管内皮細胞、マクロファージにも見られる。ロシグリタゾンは選択的PPARγリガンドであり、PPARαには結合しない。（他のTZDはPPARαにも結合する。）
ロシグリタゾンはまたインスリン抵抗性改善の他にも抗炎症作用を持つ。核内因子κBは炎症進行におけるシグナル分子である。NF-κB阻害因子（IκB）は炎症の進展を抑制する。ロシグリタゾンを投与すると、NF-κBは低下し、IκBは増加した。

## 承認およびその後の臨床研究
ロシグリタゾンは1999年に米国で、2000年に欧州で承認されたが、欧州医薬品庁（EMA）は長期投与時の副作用に関する市販後臨床試験を2つ（慢性心障害と他の心血管障害）実施するよう命じた。
この薬は2型糖尿病患者の血糖値管理のために承認されたが、承認に係る臨床試験で評価されたのは代替エンドポイントであるヘモグロビンA1cであって、本来のエンドポイントである糖尿病慢性期合併症（小血管障害、大血管合併症（心筋梗塞、脳梗塞など）、皮膚合併症、下肢合併症、その他）や死亡のリスクではなかった。ただしこれは他の抗糖尿病薬でも同様である。この時公表された臨床試験では、患者の死亡率、合併症罹患率、副作用、QOLなどが患者に有利に変化する確証は得られていなかった。
2007年にNEJMにメタアナリシスの結果が公表され、心障害リスクの上昇が報告された。ロシグリタゾンの心発作および死亡リスクは、2型糖尿病における血糖降下のベネフィットを遥かに上回るものであった。
ロシグリタゾンは市場から撤退すべきという意見が一部にあったが、アメリカ食品医薬品局（FDA）はこれを却下し、米国市場で引き続き入手できることになった。2011年11月から2013年11月まで、連邦政府はアバンディアの販売時に認証済みの医師からの処方箋を義務付け、さらに患者に心発作リスクの説明をすることと特定の薬局のみから入手できるようにすることを求めた。
2009年に公表されたRECORD試験（非盲検無作為化臨床試験、実施期間6年間）の結果、心筋梗塞リスクの上昇が見られなかったとして、2013年11月に販売規制は解除された。
一方欧州では、ロシグリタゾンのベネフィットがリスクを下回るとして、EMAが2010年9月に承認を停止した。これによってロシグリタゾンは2010年にイギリスおよびインドの市場から、2011年にニュージーランドおよび南アフリカの市場から撤退した。

## 副作用

### 心不全（Heart failure）
承認以前より知られていた副作用の一つは、体液貯留である。加えて、ロシグリタゾンとインスリンを併用すると鬱血性心不全をきたすことが知られていた。欧州では、心不全患者への使用ならびにインスリンとの併用は禁忌とされていた。
2010以後の全ての臨床試験のメタアナリシスの結果、ロシグリタゾンの心不全リスクが高く、インスリン療法への上乗せでリスクが2倍になることが確認された。患者の日常生活を追った2つのコホート研究でも、ピオグリタゾンに比べて心不全リスクが高いことが示された。ロシグリタゾン群ではピオグリタゾン群よりも10万人辺り649件多くの心不全が認められた。

### 心発作（Heart attacks）
承認前の臨床試験で発現した虚血性心不全のリスクは他薬と同程度であった。しかし、LDLコレステロール値増加、LDL/HDL比上昇、トリグリセリド増加、体重増加が見られた。
2005年、WHOの主張に拠ると、GSKは37の臨床試験のメタアナリシスを実施し、ロシグリタゾンのハザード比が1.29（95%信頼区間：0.99 - 1.89）であることを承知していた。2006年には、GSKはデータを追加して42試験を統合し、ハザード比が1.31（95%信頼区間：1.01 - 1.70）となることを掴んでいた。GSKは解析結果をFDAに通知したが、FDAも他の国も、医師や患者に警告を発することはなかった。
2007年5月に報告されたメタアナリシスでは、コントロール群に比べて心発作リスクが1.4倍上昇し、心血管関連死が増加（有意差なし）するとされた。このメタアナリシスで採用された42試験の内27試験は未公表であった。もう一つ、患者を1年以上追跡した4試験を統合したメタアナリシスでも同様の結果であった。
米国FDAは2007年5月21日に警告を発表した。7月30日にFDAの諮問委員会はロシグリタゾンがプラセボに比べて虚血性心疾患リスクを増大させると結論づけたが、いくつかの長期追跡型前向き臨床研究のデータは、メトホルミンまたはスルホニルウレアと比べてロシグリタゾンは心発作リスクを上昇させないとするものであった。このデータはメタアナリシスの結果と共にFDAに渡され、ロシグリタゾンと虚血性心不全との関連はないと報告された。しかしこのメタアナリシスは中間解析で虚血性心不全を評価できるようデザインされたものではなく、いくつかの報告書は論点について結論を得られていなかった。
2000年に、EMAは心血管関連の安全性を確認するために臨床試験を実施するよう指示した。GSKはそれに従い、長期間の市販後臨床試験（RECORD試験）を立案して、スルホニルウレアまたはメトホルミン併用時の心血管障害の罹患率・死亡率を確認することとなった。その結果は2009年に公表された。スルホニルウレアまたはメトホルミン併用ロシグリタゾン投与は心血管イベント・死亡を増加させないというものであった。しかし欧州当局は、試験デザインの限界などにより、心血管イベントを証明も否定もできていないと判断した。
2010年2月、FDAからロシグリタゾンを市場から撤退させるように意見が出た後、2010年7月、227,571人の米国人高齢者での後向き試験（ロシグリタゾンとピオグリタゾンの比較）が公表され、「65歳以上の患者では脳卒中、心不全、全死亡のリスクが上昇し、心筋梗塞・脳卒中・心不全・全死亡のいずれかが発生するリスクが増大する」とされた。ロシグリタゾンのNNH（害必要数）は60であった。ロシグリタゾンは比較相手薬より心発作（heart attacks）を500件、心不全（heart failures）を300件多く発生させた。
2010年にメタアナリシスがアップデートされ、統合された臨床試験は56試験となった。2009に発表された非盲検のRECORD試験も含まれていた。メタアナリシスの結果は叉も心筋梗塞リスクの増大を示していたが、心血管死増大は示さなかった。2011年に drug class review は心血管障害リスクの増大を報告した。
2011年3月、観察研究を16個統合したメタアナリシスが公表され、日常生活におけるロシグリタゾンの心不全、心筋梗塞、死亡のリスクがピオグリタゾンより高いことが確認された。そのメタアナリシスはロシグリタゾンまたはピオグリタゾンを服用している患者、計81万名を対象としていた。ロシグリタゾン服用患者でのリスクはピオグリタゾン服用患者に比べて10万人辺り、心筋梗塞170件、心不全649件、死亡431件多いというものであった。リスクの上昇は、もう一つのメタアナリシス（後向きコホート研究8つを統合。患者数：945,286名。）でも確認された。
2012年、米国司法省はGSKに対して、2001年から2007年までにアバンディアの心血管障害に関する2つの臨床試験の結果を隠匿したなどの罪で30億ドルの支払いを命じた。

### 死亡
4つの比較臨床試験を統合したメタアナリシスでは、全死亡および心血管死は対照群と比べて差はなかった。コホート研究のメタアナリシス2つでは、ピオグリタゾンに比べ死亡率の上昇が見られた。

### 脳卒中（Stroke）
メディケア（米国の高齢者医療保障制度 英語版）を用いた後向き観察研究では、ピオグリタゾン服用群に比べ脳卒中リスクが27%増加することが明らかとなった。

### 骨折
GSKはロシグリタゾンを服用している女性患者では、メトホルミンまたはグリメピリドを服用している患者に比べて上腕、手指、足の骨折が多いと報告した。これは ADOPT試験の結果に基づくものだった。

### 肝毒性
数名の成人患者で中等度から重度の急性肝炎が投与開始後2 - 4週後に発現している。肝障害の既往のある患者で、血漿中ロシグリタゾン濃度が著明に増加している可能性がある。

### 禁忌
ロシグリタゾンはNYHA（ニューヨーク心臓協会）分類III度およびIV度の患者には禁忌である。
欧州ではロシグリタゾンは、心疾患の既往またはNYHA I度 - IV度の患者のほか、インスリンとの併用、急性冠症候群患者への使用が禁忌とされている。 EMAは2010年9月23日にアバンディアの承認を停止し、欧州の市場から撤退させた。

## 社会的影響

### 米国での調査
グラクソ・スミスクライン社は、アバンディアの県でFDAおよび米連邦議会の捜査を受けた。
まず2008年に副作用を理由としてアバンディアを販売中止するよう主張する報告書が提出された。報告書はアバンディアが1ヶ月に500件の心発作を引き起こしていたこととGSK職員がアバンディアを非難した医師を脅迫していたことを述べた。またGSKは心発作・脳梗塞リスクを知りながら宣伝活動を継続していたとも述べた。
上院財政委員会は調査委員会で、GSK職員が2000年以降、安全性の問題を軽視するようGSK社に提案していたと暴露した。委員会はさらに、アバンディアに有利な記事を医学雑誌に投稿するよう「ゴーストライトキャンペーン」を起こしていたとも主張した。 GSKはFDAの報告は瑕疵があるとして自分たちが持つデータでアバンディアが安全であると示して自身を擁護した。
2010年7月14日、2日間の広範な審査の末、FDAのアバンディア委員会の投票結果は12票が製品回収、10票が添付文書改定および販売制限の上販売継続、7票が添付文書改定の上販売継続、3票が現状通り販売継続というものであった。2010年7月20日、委員の1人がグラクソ・スミスクラインから資金提供を受けた代理人であり、議論の焦点を混乱させたことを明らかにした。この委員は現状維持票を投じた3人の内の1人であった。
2011年になってFDAはロシグリタゾンを含む全ての製品の添付文書および服用上の注意を改定することを決定した。これによりロシグリタゾン配合剤（アバンディア、アバメット、アバンダリル）に安全性情報と使用制限が追記された。改定後の表示ではロシグリタゾン配合剤は今後、血糖コントロールが不充分な患者で、医師が医学的な理由でピオグリタゾンまたはピオグリタゾン配合剤を使用できないと判断した場合にのみ使用できるとされた。
2013年7月にFDA委員会は、精査されたRECORD試験の結果を含む入手可能な全てのデータを再検討し、アバンディアが心血管リスクを上昇させる根拠はないと結論し、2013年11月、アバンディアの米国内での使用制限を撤廃した。FDAの指示により、製造販売者であるグラクソ・スミスクラインはDuke Clinical Research Instituteに臨床試験再解析のデータと資金を提供した。2010年の委員会で添付文書改訂が不要であると投票した3人の内2人が2013年の委員会にも出席し、添付文書改訂の上販売継続するよう投票した7人の内5人が出席したのに対し、アバンディアの使用制限をするよう投票した10人の内戻って来たのは4人であり、製品回収に投票した12人の内戻って来たのは3人のみであった。

### 欧州での調査
2000年、EMAは心血管系の安全性を確認する臨床試験を実施するよう要求し、GSKは長期の市販後臨床試験でスルホニルウレアまたはメトホルミン併用時の心血管イベントの罹患率・死亡率を調査することを承諾した（RECORD試験）。その結果は結果は2009年に公表され、心血管イベント・心血管死は有意に上昇しないというものであった。心筋梗塞の発現率に有意差はないとされた。その評価の際に欧州当局は、心血管イベント数が過少であることや非盲検であることなど、RECORD試験の非頑強性を認識し、評価バイアスの入る可能性を考慮し、結論は不確定であると判断した。EMAは2010年9月23日、欧州におけるアバンディアの承認を停止した。
BMJの2010年9月の調査に拠ると、英国の医薬品委員会（Commission on Human Medicines）は英国医薬品庁（MHRA）に対し2010年7月、「リスクがベネフィットを上回る」としてアバンディアを市場から回収すべきと勧告した。加えて、2000年にアバンディアの評価をした欧州委員会の委員が承認に先立ち長期使用時の安全性に懸念を抱いていたことも明らかになった。

### ニュージーランド
ニュージーランドではNZの規制当局であるMedsafeが、ロシグリタゾンの2型糖尿病に対する心血管リスクがベネフィットを上回ると判断し、2011年4月に市場から回収された。

### 南アフリカ
2011年7月5日南アフリカの医薬品規制協議会は、ロシグリタゾンおよびその配合剤全てを、安全性の問題により2011年7月3日付で南アフリカ市場から回収すると発表した。アバンディアの新しい処方箋の発行を禁じるものであった。

### 議論と反応
2007年にアバンディアが心発作リスクを増大させるという報告が発表されて以来、アバンディアは論争の的となって来た。2010年にはTime誌が、アバンディアはFDAという行政機関が破綻しており「致命的かつ犯罪的」である証だ、と評した。その記事は情報公開の失敗に触れ、「議会報告書は、GSKは早期に心リスクを知っており、FDAも公表の数ヶ月前にそれを知っていた。」とした。その報告は、「FDAは、GSKがアバンディアの心リスクを周知しなかったことで法を犯したかどうか調査している。」としている。GSKは副作用を報告してきた医師を脅迫し、市場を欺き、臨床報告を怠ったことでFDAからいくつもの警告書を受け取っていたとした。グラクソ・スミスクラインはアバンディアに関する論争により深刻なダメージを自ら被った。
2010年の心リスク増大の報告を受けて、インド政府はGSKにTIDE試験の中止を命じた。 FDAも米国内でのTIDE試験中止を指示した。
内分泌学会、米国糖尿病協会、米国臨床内分泌学会の3つの医師団体は、リスクがあったとしても治療を放棄するよりは良いとして患者に対してアバンディアの服用を続けるよう声明を出したが、患者あるいは担当医師は、副作用を懸念して他薬に切り替え始めた。 米国心臓協会は2010年6月に以下のような声明を出している。
「報告書を深刻に受け止め、ロシグリタゾンを服用中の65歳以上の糖尿病患者は処方医と相談すべきである。」
「糖尿病患者にとって最悪の転帰は心臓疾患または脳卒中であり、糖尿病であることでそのリスクは著しく増大する。ほとんどの場合、患者は主治医の同意なく治療を変更・中止してはならない。」

## 他の薬効
ロシグリタゾンはアルツハイマー型認知症の内ApoE4対立遺伝子を発現していない患者に有効であると考えられるが、第III相臨床試験ではApoE4(-)の患者を含め全例に効果が見られなかった。
ロシグリタゾンはPPARリガンドとして振る舞うため抗炎症作用があり、軽度から中等度の潰瘍性大腸炎に有効な可能性もある。